# Jüri Luik
Jüri Luik (ur. 17 sierpnia 1966 w Tallinnie) – estoński polityk i dyplomata, deputowany, od 1992 do 1993 minister bez teki, w latach 1993–1994, 1999–2001 i 2017–2021 minister obrony, od 1994 do 1995 minister spraw zagranicznych, ambasador w różnych placówkach.

## Życiorys
Absolwent dziennikarstwa na Uniwersytecie w Tartu, pracował w wyuczonym zawodzie do 1990. W 1991 dołączył do estońskiej dyplomacji, został m.in. dyrektorem generalnym departamentu politycznego w MSZ. W 1992 wybrany na posła do Zgromadzenia Państwowego z ramienia koalicji skupionej wokół Marta Laara. W tym samym roku został ministrem bez teki odpowiedzialnym za negocjacje między Estonią a Rosją. Od 1993 do 1994 sprawował urząd ministra obrony, a następnie do 1995 pełnił funkcję ministra spraw zagranicznych.
Przez następny rok przebywał w Stanach Zjednoczonych jako pracownik naukowy w Carnegie Foundation. W 1996 powrócił do dyplomacji, obejmując stanowisko ambasadora akredytowanego w państwach Beneluksu. W latach 1999–2002 po raz drugi był ministrem obrony, następnie w ramach MSZ przewodniczył delegacji negocjującej warunki członkostwa Estonii w NATO. Od 2003 obejmował kolejne stanowiska ambasadorskie – w Stanach Zjednoczonych (do 2007), przy NATO (do 2012) i w Rosji (do 2015).
W 2015 został dyrektorem estońskiego think tanku ICDS, zajmującego się tematyką obronności i bezpieczeństwa. W 2017 powołany na podsekretarza stanu w MSZ do spraw politycznych. W tym samym roku z ramienia partii Związek Ojczyźniany i Res Publica trzeci raz w karierze stanął na czele resortu obrony. W wyborach w 2019 uzyskał mandat posła do estońskiego parlamentu. W utworzonym w tym samym roku nowym gabinecie pozostał na stanowisku ministra obrony. Zakończył urzędowanie w styczniu 2021. W tym samym roku ponownie został stałym przedstawicielem Estonii przy NATO.

## Odznaczenia
- Order Herbu Państwowego III klasy (2004)[5]
- Krzyż Zasługi Ministerstwa Obrony I klasy (2004)[6]
- Krzyż Zasługi MSZ (2020)[7]
- Wielki Oficer Legii Honorowej (Francja, 2001)[8]
- Wielki Krzyż Komandorski Orderu „Za Zasługi dla Litwy” (Litwa, 2013)[9]
- Krzyż Komandorski Orderu Zasługi Rzeczypospolitej Polskiej (Polska, 2019)[10]
- Krzyż Komandorski z Gwiazdą Orderu Zasługi Rzeczypospolitej Polskiej (Polska, 2024)[11]